# Prospero Farinacci
Ne doit pas être confondu avec Roberto Farinacci.
Prospero Farinacci (1er novembre 1554 à Rome - 31 décembre 1618 à Rome) est un juriste pénaliste et magistrat italien qui servit les États pontificaux sous les papes Clément VIII  et Paul V, notamment comme procureur fiscal général sous ce dernier (1606-1611).

## Biographie
Il publia un important traité sur la théorie et la pratique du droit criminel, Praxis et theoricae criminalis (1594-1614), objet de multiples rééditions dans plusieurs pays européens et considéré comme la première synthèse sur la notion de « doute raisonnable » qui doit profiter à l'accusé.
Il fut aussi un défenseur de l'inviolabilité du secret de la confession contre toutes les théories de la raison d'État.
Son traité sur l'hérésie (Tractatus de haeresi, Rome, 1616) fut longtemps utilisé par l'Inquisition dans plusieurs pays catholiques européens, notamment l'Espagne et le Portugal.
Comme avocat pénaliste, il fut le défenseur de Beatrice Cenci dans le célèbre procès où elle était accusée de parricide et qui culmina dans sa condamnation à mort en 1599.
En tant que magistrat, il fut connu pour sa sévérité dans l'application des peines. Après avoir lui-même persécuté des homosexuels, il fut accusé en 1595 de sodomie sur un adolescent de seize ans qui, dans un premier interrogatoire, avait tout avoué. Le scandale fut énorme, mais le garçon aurait été poussé à se rétracter sous torture. Moyennant ses bonnes relations avec le cardinal Anton Maria Salviati, l'accusé bénéficia d'une grâce du pape Clément VIII, qui aurait fait un célèbre jeu de mots sur le nom de Farinacci (qui en Italien fait allusion à la « farine » ), en affirmant que « la farine est bonne, c'est le sac qui est mauvais ».

## Œuvres

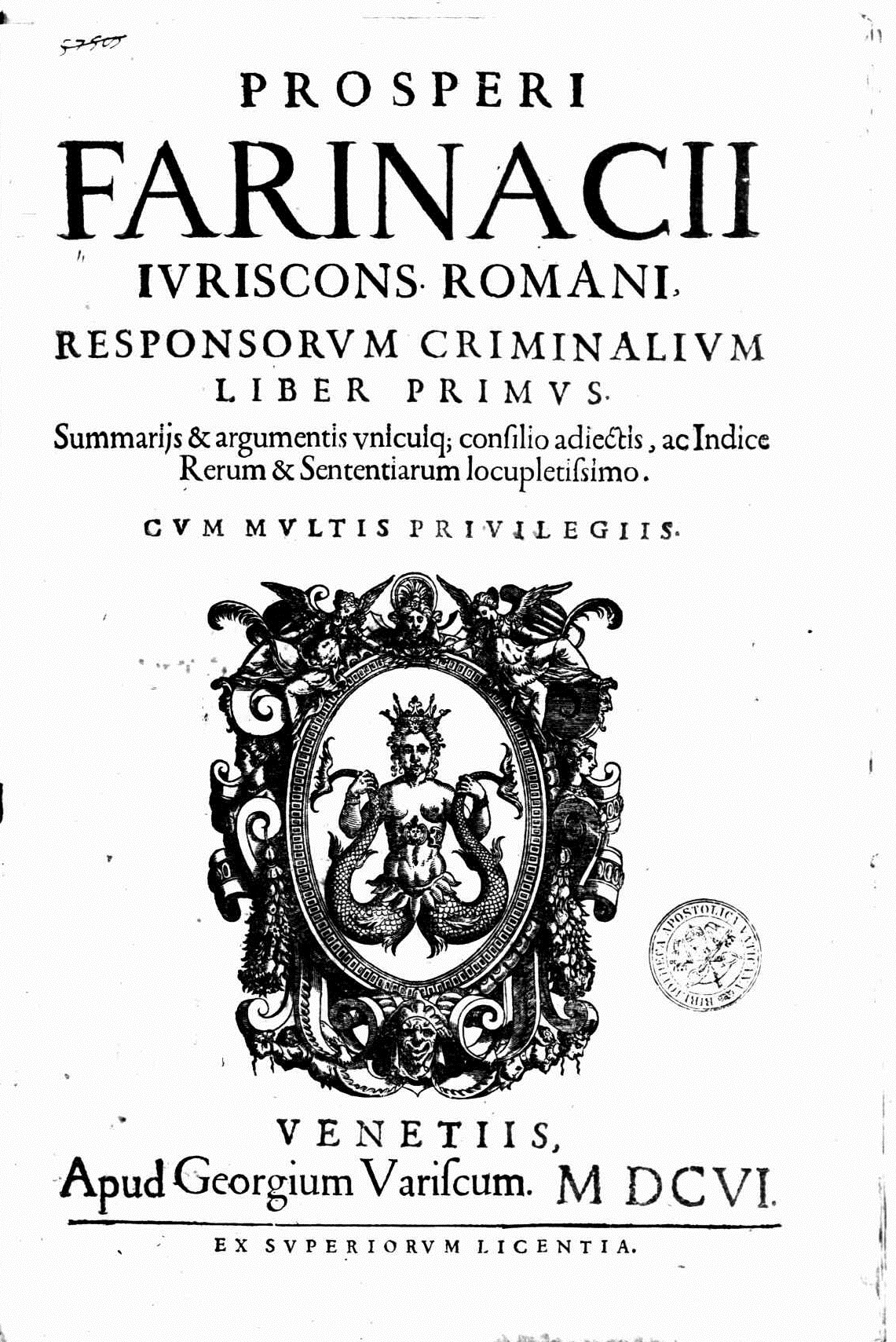
Responsa criminalia, 1606

- Praxis et theorica criminalis, 1594-1614.
- (la) Responsa criminalia, vol. 1, Venise, Giorgio Varisco, 1606 (lire en ligne)
- (la) Responsa criminalia, Rome, 1615 (lire en ligne)
- (la) Responsa criminalia, Rome, 1620 (lire en ligne)